# 4F (marca)
4F es una empresa polaca de ropa deportiva ubicada en Wieliczka, voivodato de Pequeña Polonia. La compañía es propiedad de OTCF S.A., cuyas otras subsidiarias incluyen marcas como Outhorn y 4Faces. Ofrece ropa de deporte, de turismo y casual, así como complementos y accesorios de vestir. 4F posee actualmente 230 tiendas repartidas en Europa Central y Oriental y sus productos están presentes en alrededor de 500 tiendas multimarca en más de 40 países.
4F fabrica una amplia gama de productos de ropa deportiva y casual, como camisetas, pantalones cortos, chaquetas, trajes de baño, sandalias, chanclas, bolsos y mochilas. El equipamiento deportivo de la empresa incluye trajes de esquí y cascos de bicicleta.

## Historia
En 2003, la empresa Horn Partner (actualmente OTCF S.A.) abrió su primera tienda minorista ofreciendo ropa deportiva bajo la marca 4Fun. En 2007, la empresa cambió el nombre a 4F Performance y desde 2010 adoptó el nombre 4F. En 2008, inició oficialmente la cooperación con el Comité Olímpico Polaco (PKOl). La marca fue seleccionada para vestir a los atletas polacos en los Juegos Olímpicos de Invierno de 2010 celebrados en Vancouver, los Juegos Olímpicos de Verano de 2012 en Londres, los Juegos Olímpicos de Invierno de 2014 en Sochi, los Juegos Europeos de 2015 en Bakú y los Juegos Olímpicos de Verano de 2016 acontecidos en Río de Janeiro. También proporcionó la indumentaria para los atletas polacos en los Juegos Olímpicos de la Juventud en Singapur y Nankín. Además del PKOl, desde 2010 la empresa también colabora con el Comité Paralímpico Polaco.
4F coopera con otros siete comités olímpicos nacionales y ha vestido a ocho representaciones nacionales, incluidos los combinados de Polonia, Serbia, Croacia, Letonia, Grecia, Macedonia del Norte, Lituania y Eslovaquia. La compañía también es socio oficial de organismos nacionales como la Federación Polaca de Esquí (2007), la Asociación Polaca de Biatlón (2010), la Asociación de Atletismo Polaca (2013), la Asociación Polaca de Patinaje de Velocidad (2014), la Federación Polaca de Balonmano (2017 ) y la Asociación Eslovaca de Biatlón (2018).
En 2016, 4F abrió sus primeras tiendas en el extranjero, entre ellos Letonia, Eslovaquia, Rumanía y la República Checa. En 2018, la empresa 4F se presentó como uno de los patrocinadores oficiales del Torneo de los Cuatro Trampolines celebrado en Alemania y Austria para las próximas cuatro ediciones del evento, así como para el Campeonato Mundial de Esquí Alpino de la FIS en 2021. La empresa también abrió su primera tienda en Asia en la ciudad de Bangkok, en Tailandia. En 2020, la empresa se convirtió en uno de los socios globales oficiales de la séptima edición de Wings for Life World Run. La compañía también abrió su primera tienda en Kiev, con dos aperturas más planeadas para fin de año en Ucrania.
En 2021, la compañía comenzó su cooperación con el equipo de voleibol polaco ZAKSA Kędzierzyn-Koźle, ganador de la Liga de Campeones CEV 2020-21. Otros embajadores de la marca son las biatletas Paulína Fialková y Monika Hojnisz, los saltadores de esquí Maciej Kot y Kamil Stoch, el tenista Łukasz Kubot, la ciclista Katarzyna Niewiadoma, el jugador de voleibol cubano-polaco Wilfredo Leon y el futbolista Robert Lewandowski.